# Christian Thomas
Christian Thomas, född 26 maj 1992, är en kanadensisk professionell ishockeyspelare som spelar inom NHL–organisationen Montreal Canadiens. Han har tidigare spelat på NHL–nivå för New York Rangers. Han är son till den före detta NHL-spelaren Steve Thomas, som gjorde 933 poäng på 1 235 matcher under 20 säsonger.
Thomas draftades i andra rundan i 2010 års draft av New York Rangers som 40:e spelare totalt.